# Winnetka
Winnetka er en forstad, der ligger i det nordlige Chicago, Illinois.
I 1990 og 1992 blev dele af Alene hjemme og Alene hjemme 2: Glemt i New York optaget på 671 Lincoln Ave. i Chicagoforstaden.
1. ↑  USA's folketælling fra 2020, hentet 1. januar 2022 (fra Wikidata).